# محوطه خنگ بنار
محوطه خنگ بنار مربوط به سده‌های میانه دوران‌های تاریخی پس از اسلام تا دوره صفوی است و در شهرستان گچساران، بخش مرکزی، دهستان امامزاده جعفر، ۱۰۰ متری شمال روستای بی بی جون واقع شده و این اثر در تاریخ ۶ اسفند ۱۳۸۵ با شمارهٔ ثبت ۱۷۵۴۴ به‌عنوان یکی از آثار ملی ایران به ثبت رسیده است.